# James Léa Siliki
James Léa Siliki, né le 12 juin 1996 à Sarcelles, est un footballeur international camerounais qui évolue au poste de milieu de terrain à Gloria Buzău.

## Biographie
James Edward Léa Siliki naît le 12 juin 1996 à Sarcelles, dans le Val-d'Oise, au sein d'une famille originaire du Cameroun. Il commence à pratiquer le football et prend sa première licence au RC Gonesse en septembre 2002. Deux ans plus tard, il rejoint les équipes de jeunes du Paris Saint-Germain, où il joue durant sept saisons. À l'âge de 15 ans, il quitte le club de la capitale, estimant que celui-ci ne compte pas sur lui, ne lui proposant qu'une convention d'un an, après une préformation perturbée par des blessures. Il rejoint alors le centre de formation de l'En avant Guingamp, qui n'est pas, alors son premier choix, et y joue durant trois saisons. Il y fait ses débuts en CFA2 lors de la saison 2013-2014, jouant trois rencontres à ce niveau et marquant un but. À l'intersaison 2014, il choisit de terminer sa formation au Stade rennais FC, et y signe un contrat de stagiaire professionnel de trois ans, avec l'ambition d'y passer professionnel. À Rennes, il progresse, et intègre notamment l'équipe de France des moins de 19 ans, avec laquelle il dispute trois matchs amicaux, en novembre 2014. Durant trois ans, il évolue principalement avec la réserve du club breton, cumulant 50 apparitions en CFA et CFA2, et marquant onze buts.

### Stade rennais FC
Le 5 juin 2016, James Léa Siliki signe un premier contrat professionnel qui le lie au Stade rennais FC pour trois saisons. Toutefois, l'entraîneur rennais Christian Gourcuff le laisse d'abord à disposition de l'équipe réserve. Le joueur doit attendre la mi-décembre 2016 pour faire sa première apparition dans le groupe professionnel, à l'occasion d'un match de Ligue 1 joué au Roazhon Park contre le Sporting Club de Bastia, et le 28 janvier 2017 pour jouer son premier match professionnel, un derby disputé par l'équipe rennaise contre le FC Nantes, qui se termine sur un score nul d'un but partout. Lors de ce match, il remplace Aldo Kalulu à la 78e minute de jeu. Lors de cette première saison professionnelle, James Léa Siliki ne dispute qu'un seul autre match avec l'équipe professionnelle, en Coupe de France face au Paris Saint-Germain (défaite quatre buts à zéro). En 2017-2018, il intègre de façon plus régulière le groupe professionnel, après avoir prolongé son contrat pour deux saisons supplémentaires. Le 14 octobre 2017, il obtient ainsi une première titularisation en Ligue 1, pour un match disputé sur le terrain de l'En avant Guingamp, qui se termine par une défaite rennaise deux buts à zéro.

### Middlesbrough FC
Après une saison 2020-2021 avec seulement 12 matchs joués, il est prêté au club anglais de Middlesbrough FC avec option d'achat.

### GD Estoril-Praia
Le 22 juillet 2022, il quitte son club formateur le Stade rennais FC, libéré de sa dernière année de contrat et s'engage libre au GD Estoril-Praia jusqu'en 2025.

## Statistiques
| Saison                | Club                    | Championnat           | Championnat | Championnat | Coupe(s) nationale(s) | Coupe(s) nationale(s) | Supercoupe | Supercoupe | Compétition(s) continentale(s) | Compétition(s) continentale(s) | Compétition(s) continentale(s) | Cameroun | Cameroun | Total | Total |
| Saison                | Club                    | Division              | M.          | B.          | M.                    | B.                    | M.         | B.         | Comp.                          | M.                             | B.                             | M.       | B.       | M.    | B.    |
| 2016-2017             | Stade rennais FC        | Ligue 1               | 1           | 0           | 1                     | 0                     | -          | -          | -                              | -                              | -                              | -        | -        | 2     | 0     |
| 2017-2018             | Stade rennais FC        | Ligue 1               | 32          | 3           | 4                     | 0                     | -          | -          | -                              | -                              | -                              | -        | -        | 36    | 3     |
| 2018-2019             | Stade rennais FC        | Ligue 1               | 24          | 0           | 4                     | 0                     | -          | -          | C3                             | 6                              | 0                              | -        | -        | 34    | 0     |
| 2019-2020             | Stade rennais FC        | Ligue 1               | 20          | 0           | 5                     | 1                     | 1          | 0          | C3                             | 3                              | 0                              | -        | -        | 29    | 1     |
| 2020-2021             | Stade rennais FC        | Ligue 1               | 7           | 0           | 1                     | 0                     | -          | -          | C1                             | 4                              | 0                              | 2        | 0        | 14    | 0     |
| Sous-total            | Sous-total              | Sous-total            | 84          | 3           | 15                    | 1                     | 1          | 0          | -                              | 13                             | 0                              | 2        | 0        | 115   | 4     |
| 2021-2022             | Middlesbrough FC (prêt) | Championship          | 11          | 0           | 0                     | 0                     | -          | -          | -                              | -                              | -                              | 9        | 0        | 20    | 0     |
| 2022-2023             | GD Estoril-Praia        | Liga Portugal         | 22          | 3           | 2                     | 1                     | -          | -          | -                              | -                              | -                              | 0        | 0        | 24    | 4     |
| Total sur la carrière | Total sur la carrière   | Total sur la carrière | 95          | 3           | 15                    | 1                     | 1          | 0          | -                              | 13                             | 0                              | 11       | 0        | 135   | 4     |

## Palmarès
Stade rennais FC
- Coupe de France
  - Vainqueur en 2019.
- Trophée des champions
  - Finaliste en 2019.